# Andreas Magdanz

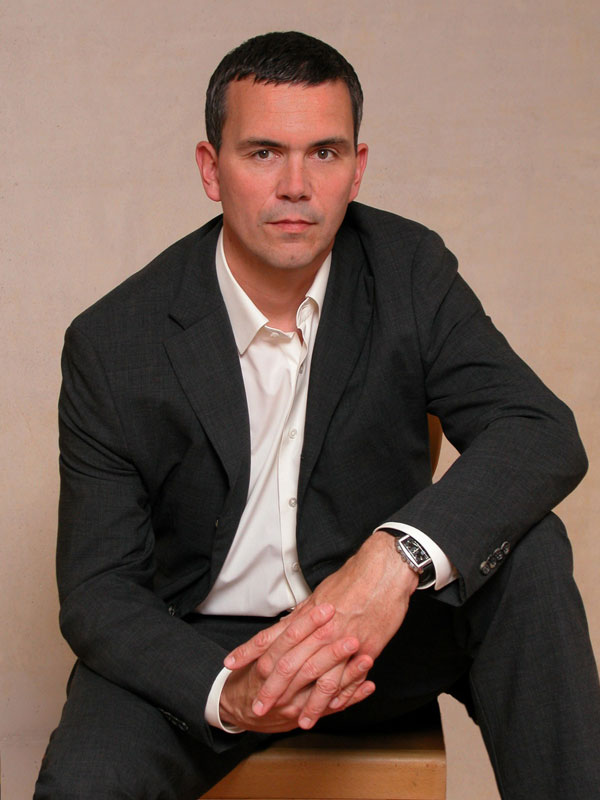
Andreas Magdanz, 2007

Andreas Magdanz (* 9. August 1963 in Mönchengladbach) ist ein deutscher Fotograf.

## Leben
Andreas Magdanz machte sein Abitur im Jahr 1984 in Rheydt. 1987 und 1988 studierte er visuelle Kommunikation in Mainz. Anschließend, ab 1988, führte Magdanz sein Studium in Aachen mit Schwerpunkt Fotografie bei Wilhelm Schürmann fort und machte 1991 mit einer Photodokumentation der Eifel als Diplomarbeit bei Schürmann sein Diplom. Von 1991 bis 1992 erarbeitete er eine Dokumentation der Firma Lindt & Sprüngli in Aachen. 1993 reiste er für ein Arbeitsprojekt auf die Shetlandinseln. Zwischen 1994 und 1997 hatte er einen Lehrauftrag für Fotografie an der Fachhochschule Aachen im Fachbereich Fotografie. Von 2008 an hatte Magdanz einen Lehrauftrag für künstlerische Fotografie an der RWTH Aachen am Lehrstuhl für bildnerische Gestaltung. Seit dem Wintersemester 2014/2015 lehrt er als Professor an der Hochschule für Angewandte Wissenschaften in Hildesheim.

## Projekte
Magdanz hat seit 1995 eine Reihe von Fotoserien über geschichtsträchtige Orte geschaffen, über Landschaften und über Architekturen, in denen sich Gewalt und Terror, Herrschaft, Kontrolle und Unterdrückung manifestiert haben, und in denen er sich die Frage stellt, „inwieweit diese sichtbaren Orte kollektives Gedächtnis und gesellschaftliche Praxis in sich tragen“. Er untersucht, wie Lennart Laberenz von der taz schreibt, „Dienst- und Kasernenräume der Macht, die Architekturen der Disziplin“. Oft sind es Bauten, die kurz vor dem Abriss stehen, Lost Places oder die – wie die Geisterorte in Garzweiler – inzwischen für immer aus der Welt verschwunden sind.
Die Ergebnisse seiner fotografischen Bestandsaufnahmen wurden in Büchern dokumentiert, ausgewählte Fotos in unterschiedlichen Zusammensetzungen öffentlich ausgestellt.

### Garzweiler
Seit den frühen 1990er Jahren beschäftigte sich Magdanz mit den Folgen des Braunkohleabbaus in Garzweiler und dokumentierte in Schwarzweiß-Fotos die Geisterdörfer, die Menschen, die dort noch leben und die Zerstörung der Landschaft durch den Braunkohleabbau. Ein Ergebnis dieser Fotoserie war das im Selbstverlag veröffentlichte Künstlerbuch Gatzweiler, zu dem Walter Grasskamp das Vorwort geschrieben hat. Von 1995 bis 1997 war er an der Realisierung eines im Rahmen des durch die Regierung von NRW geförderten Projekts „Künstlerischen Entwicklungsvorhaben“ über den Tagebau Garzweiler als Fotograf beteiligt.

### Dienststelle Marienthal
Die Dienststelle Marienthal, auch genannt Rosengarten, der Regierungsbunker der Bonner Republik, ist eine weitläufige Bunkeranlage im Ahrtal, deren militärische Nutzung 1997 von der Bundesregierung aufgegeben wurde. Bevor über eine weitere Verwendung des Bunkers entschieden wurde, dokumentierte Magdanz 1989/90 über sieben Wochen den Komplex. Entstanden sind 1000 Fotos im Großformat und 500 weitere im Mittelformat, aufgenommen in Zentralperspektive, die meisten in Schwarzweiß, wobei nichts arrangiert oder ausgeleuchtet wurde.
Als Ergänzung drehte Magdanz einen einstündigen Videofilm. Eine Kamerafahrt durch die endlosen Gänge ist unterlegt mit Originalgeräuschen (industrial noise), die von hydraulischen Türen, akustischen Warnsignalen, der Belüftung und anderen technischen Apparaturen erzeugt werden. Ausstellungen ausgewählter Fotos fanden 2001 in Bonn im Ausstellungsraum Alte Rotation des Rheinischen Landesmuseum, 2002 im Einstein Forum in Berlin und 2008 im Ludwig Forum für Internationale Kunst in Aachen statt.

### Auschwitz-Birkenau
Im Vorfeld zu dem autobiografischen Film Birkenau und Rosenfeld von Marceline Loridan nahm Magdanz 2002 im KZ Auschwitz Fotos auf, die die Regisseurin später als Arbeiten des Fotografen – eine Figur des Films, gespielt von August Diehl – einsetzte. Anders als es bei fast allen Auschwitz-Dokumentationen der Fall ist, wählte Magdanz Farbe und nicht Schwarzweiß. Die Bilder wurden im Juni aufgenommen und zeigen eine „blühende Vegetation, eine versöhnlich wirkende Natur, die in Anbetracht der Stätte eigentümlich, teilweise unerträglich befremdet.“ Das Buch wurde 2013 in einer kleinen Auflage als Künstlerbuch gedruckt, zu dem die beiden britischen Photographen Martin Parr, Gerry Badger schreiben, Magdanz’ Fotografie wirke durch Mittel des Understatements. Sehe man seine Farbaufnahmen, dann erkenne man, dass das Medium der Wirklichkeit (medium of reality) die Farbe ist und nicht die Monochromie. „Und das ist beunruhigend. Auschwitz wird in das Hier und das Jetzt gebracht. Diese ruhigen und sommerlichen Bilder holen aus ‚dem Lange her und Weit weg‘ zurück, was ein Symbol für die Vergangenheit [war], die wir mit einem ungläubigen Schaudern hinter uns lassen. Sie zwingen uns nicht nur darüber nachzudenken, was geschehen ist, sondern über die immer noch bestehende Macht der Intoleranz, der wir nicht gestatten sollten, das so etwas wieder geschieht.“

### Vogelsang
Vogelsang in der Nordeifel, war eine der NS-Ordensburgen, eine Ausbildungsstätte für die Führungskader der NSDAP. Nach dem Zweiten Weltkrieg wurde von den Briten auf dem Gelände ein Truppenübungsplatz eingerichtet, der 1950 vom Belgischen Militär übernommen wurde und bis 2005 der NATO als Truppenübungsplatz diente. Ab 2004 wurde die Umnutzung des Geländes durch die Integration in den Nationalpark Eifel eingeleitet. Magdanz konnte ab diesen Zeitpunkt den Veränderungsprozess, bei dem ein Großteil der historischen Spuren verschwand, mit der Kamera dokumentieren. 2007 organisierte das Musée Royal de l‘Armée in Brüssel eine Ausstellung unter dem Titel Camp Vogelsang Kamp mit großformatigen Fotos von Magdanz. Ein begleitender Katalog in Französisch und Niederländisch dokumentiert den Zustand Vogelsangs im Jahr 2004. 2008 fand unter dem Titel Camp Vogelsang. Fotografien von Andreas Magdanz eine Ausstellung im Gebäude Van Dooren in Vogelsang statt.

### BND-Standort Pullach
Nach dem Beschluss des Bundestages, den BND von Pullach nach Berlin zu verlegen, ergab sich für Magdanz die Möglichkeit einer fotografische Erfassung des Areals in Pullach, es ist die erste und bisher einzige Bilddokumentation überhaupt. Das BND-Anwesen befindet sich auf den Überresten der „Reichssiedlung Rudolf Hess“, die für Mitarbeiter der NSDAP-Parteikanzlei erbaut wurde. Nach einer rund 18 Monate dauernden Vorbereitungszeit und umfangreichen Sicherheitsüberprüfungen begannen Anfang August 2005 die fotografischen Arbeiten. Magdanz, der immer von einem Sicherheitsbeamten begleitet wurde, hatte überall ungehinderten Zugang.
Die Bilddokumentation mit rund 600 Fotos war im Januar 2006 abgeschlossen. 2006 veröffentlichte der DuMont-Verlag das Buch BND – Standort Pullach mit 96 Schwarzweiß- und 12 Farbaufnahmen. 2008 zeigte das Einstein Forum in Berlin 15 Aufnahmen im Großformat.

### Stuttgart-Stammheim
Andreas Magdanz fotografierte ab 2011 in Abstimmung mit der Leitung der Justizvollzugsanstalt Stuttgart-Stammheim das 1963 errichtete und 1975 als Hochsicherheitsgefängnis ausgebaute Gefängnis Stuttgart Stammheim. Anlass für die Kooperation war der geplante Abriss des Gebäudes, das durch einen Neubau ersetzt werden sollte. Der Name Stuttgart-Stammheim ist bis heute verknüpft mit dem „Mythos um die Rote Armee Fraktion, deren führende Köpfe – Andreas Baader, Gudrun Ensslin und Jan-Carl Raspe – in der Nacht vom 17. auf den 18. Oktober 1977 im siebten Stock des Gefängnisses Selbstmord begingen“, und der Name steht, wie Daniela Gregori im artmagazine schreibt, „für die „bleierne Zeit“, den so genannten Deutschen Herbst, den Kampf zwischen RAF und BRD“.
Magdanz arbeitete über zwei Jahre an dem Projekt. Während fünf Monaten wohnte er in einem Nachbarhaus, evakuierte Teile des Gefängnisses standen ihm von nachmittags bis nachts offen, er konnte dort ungestört arbeiten, Luftbildaufnahmen machte er an Bord eines Helikopters. Magdanz begann seine Erkundung und Dokumentierung der Räume im Keller und erschloss sich nach und nach die folgenden Stockwerke, zuletzt den 7. Stock, wo die Häftlinge der RAF eingeschlossen waren. Fotografiert hat er u. a. auch den westlichen Innenhof und den Gerichtssaal, in dem damals die Verhandlungen stattfanden. Magdanz verwendete eine Digitalkamera, die meisten Aufnahmen sind in Schwarzweiß, einige, wie der Raum von Ulrike Meinhof, sind in Farbe. Eine Auswahl der Fotos wurde 2012 im Kunstmuseum Stuttgart ausgestellt. Die in der Ausstellung gezeigten Fotos im Großformat sind Diasec-Abzüge, die aufs Feinste nuancierte Grauabstufungen erlauben und ein Vergilben der Weißtöne verhindern.

### Hambacher Forst
Magdanz, der schon seit 2014 zusammen mit Studenten die Veränderungen im Hambacher Forst fotografiert hat, hat dort 2018 eine Fotodokumentation durchgeführt, an der 100 Studenten der HAWK Hildesheim und der RWTH Aachen teilgenommen haben. Verfahren und Regeln für das Fotografieren waren genau vorgegeben: Fotografiert wurde auf 1,5 m Höhe mit Stativ, jeder im Abstand von etwa 10 Meter zum Nachbarn und alle 20 Meter ein Foto mit jeder Kamera. Entstanden sind auf diese Weise an einem Junitag 10.000 Fotos. Inspiriert war diese Methode durch die wiederholte Vorgehensweise der Polizei gegen die Baumbesetzer. Eine Auswahl der Bilder wurde 2018 im Kunst- und Kulturzentrum (KuK) der StädteRegion Aachen in Monschau gezeigt.

## Ausstellungen (Auswahl)
- 1994: Andreas Magdanz, Photograph. Suermondt-Ludwig-Museum, Aachen[23]
- 2001: Dienststelle Marienthal: eine Gebäudedokumentation, Rheinisches Landesmuseum Bonn
- 2007: Camp Vogelsang Kamp, Musée Royal de l‘Armée, Brüssel[24]
- 2008: BND-Standort Pullach, Einstein Forum Berlin[25]
- 2008: Andreas Magdanz. Vogelsang. Ludwig Forum für Internationale Kunst, Aachen.[9]
- 2010: Dienststelle Marienthal – Objekt 16/102 – Reduit, Andreas Magdanz, Sebastian Skiba, Franca Wohlt; Loftgalerie, Berlin[26]
- 2012: Stuttgart-Stammheim. Kunstmuseum Stuttgart[27]
- 2016: Hambacher Forst – Eine forensische Bestandsaufnahme, Nadelfabrik Aachen,[28]
- 2018: Andreas Magdanz; Kabinett des KuK Monschau[29]

## Publikationen
- Dienststelle Marienthal. Eine Gebäudemonographie. Selbstverlag, 2000. ISBN 978-3-00-005923-0
- Andreas Magdanz mit Frank Zehnder und Theo Schafgans (Hrsg.): Dienststelle Marienthal. Eine Gebäudedokumentation. Schaden, Köln 2001. ISBN 3-932187-19-9
- Auschwitz-Birkenau. Eine Hommage an Marceline Loridan-Ivens. Selbstverlag, 2003. ISBN 978-3-00-012091-6
- BND – Standort Pullach. Dumont, Köln, 2006. ISBN 978-3-8321-7680-8
- Camp Vogelsang Kamp. Musée royal de l’Armée et d’Histoire militaire, Brüssel, 2010. ISBN 978-2-87051-048-3
- mit Ulrike Groos: Stammheim. Eine Gebäudemonografie. Hatje Cantz, Ostfildern, 2012. ISBN 978-3-7757-3457-8